# Visolotto
De Visolotto is een 3.348 meter hoge bergtop (een zogenaamde drieduizender) in de Cottische Alpen. De berg ligt in de noordwestelijke Italiaanse regio Piëmont op korte afstand van de grens met Frankrijk, waar het grenst aan de Vallée du Guil die behoort tot de Queyras. Ten oosten van de Visolotto ligt de Monviso die met zijn 3843 meter het hoogste punt van de Cottische Alpen vormt.
Kenmerkend voor de berg is zijn vrijwel perfecte piramidevorm. In werkelijkheid bestaat de berg uit drie toppen: Picco Lanino (3348 m), Picco Coolidge (3340 m) en Picco Montaldo (3344 m). Lange tijd werd de Visolotto als onbeklimbaar beschouwd. Vanuit de bergdalen Valle Varaita en Valle Po is de berg te bereiken, maar geen enkele route naar de top is gemakkelijk. Vanuit Frankrijk kan de berg beklommen worden vanuit het nabijgelegen regionale natuurpark de Queyras.

## Berghutten
Rondom de berg ligt een drietal berghutten die belangrijke uitgangspunten voor de beklimming vormen:
- Bivacco Carlo Villata (2741 m.) in Valle Po (Italië)
- Rifugio Vallanta] (2450 m.) in Valle Varaita (Italië)
- Rifugio Viso (2460 m.) in Vallée du Guil (Frankrijk)